# スラックティビズム

Facebookで使用されている「いいね！ボタン」は、スラックティビズムの道具として人気である。

スラックティビズム（英: Slacktivism）とは、「怠け者（slacker）」と「社会運動（activism）」とを掛け合わせたかばん語であり、SNSやネット署名などの手軽な手段により、専ら自己満足のために社会運動に参加することに対する蔑称である。
そのような行動は、自分が何かに貢献しているという自己満足を得ること以外には、ほとんど意味がない可能性がある。また、スラクティビズムはしばしば美徳のシグナリングの一種である。
スラクティビズムが非難される理由としては、そのような手軽な手段は運動の役に立たず、寧ろ、より積極的な活動を減退させるという仮定がある。
多くのウェブサイトやニュースプラットフォームは、FacebookやTwitterなどのソーシャルメディアサイトをインターフェイスに統合しており、人々はインターネット上で見た面白いものについて簡単に「いいね！」や「シェア」、「ツイート」をすることができるようになっている。今日では、マウスをクリックするだけで社会問題や政治問題への懸念を表明できるようになっているが、ほとんど何も考えずに「いいね！」をすることによって実際に何が達成されているのかという疑問が生じている。
スラックティビストの活動には、インターネット上の嘆願書に署名することや、組織的な努力に貢献することなく組織コミュニティに参加をすること、ソーシャルネットワークのステータスやメッセージをコピーして貼り付けること（ハッシュタグ・アクティビズム）、ソーシャルネットワークサービス上で自分の個人データやアイコンを変更することなどがある。研究では、この概念と現代のアクティビズム／アドボカシーとの関連性を探り始めているが、それはグループが市民参加と集団行動を促進するためにソーシャルメディアを利用することが増えているからである。
国際連合エイズ合同計画は、「単純な手段を実行することで大義を支援する人々は、真に関与していないか、変化を起こすことに専念していない」とし、「スラックティビスト」という用語を説明している。

## 用語の使用
この言葉は、1995年のコーナーストーン・フェスティバルでドワイト・オザードとフレッド・クラークによって作られたとされている。この言葉は、スラッカー・アクティビズム（slacker activism）という言葉を短縮したもので、若者が個人的な規模で社会に影響を与えようとするボトムアップの活動（例えば、抗議活動に参加するのではなく、木を植えるなど）を指していて、もともとはポジティブな意味合いを持つ言葉だった。
ニューズデーのスタッフライターであるモンティ・ファンは、2001年の記事「On the Net, 'Slacktivism'/Do-Gooders Flood In-Boxes」の中で、この用語を使った初期の1人であった。
「スラックティビズム」という言葉の初期の使用例は、バーナビー・フェダーがニューヨーク・タイムズ紙に掲載した「They Weren't Careful What They Hoped For」という記事にある。フェダーは、Snopes.comのバーバラ・ミケルソンの記事を引用し、上記のような活動について説明している。「それはすべてスラックティビズムによってもたらされている...人々は自分の椅子上から外へ出ることなく何か良いことをしなければならないという願望のことである"。
「スラックティビズム」という言葉のもう一つの例は、エフゲニー・モロゾフの著書『ネットの妄想（Net Delusion: The Dark Side of Internet Freedom）』に見られる。その中でモロゾフは、スラックティビズムをコリング・ヨルゲンセン実験と関連づけている。2009年、デンマークの心理学者アンダース・コリング＝ヨルゲンセンは、研究の一環として架空のFacebookグループを作成した。そのグループのページに、コペンハーゲン市当局が歴史的なコウノトリの泉を取り壊すことを示唆する発表が投稿された。初日に125人のFacebookメンバーがコリング・ヨルゲンセンのページに参加し、ファンの数は驚異的な速さで増え始め、最終的には27,500人に達した。このことからコリング・ヨルゲンセンの実験は、スラックティビズムの重要な要素を明らかにしているとモロゾフは主張している。「コミュニケーションコストが低いと、グループは簡単に行動に移すことができます。クレイ・シャーキー（英語版）も同様に、スラックティビズムを『バカみたいに簡単にグループが形成される』と特徴づけている」。

## 批判

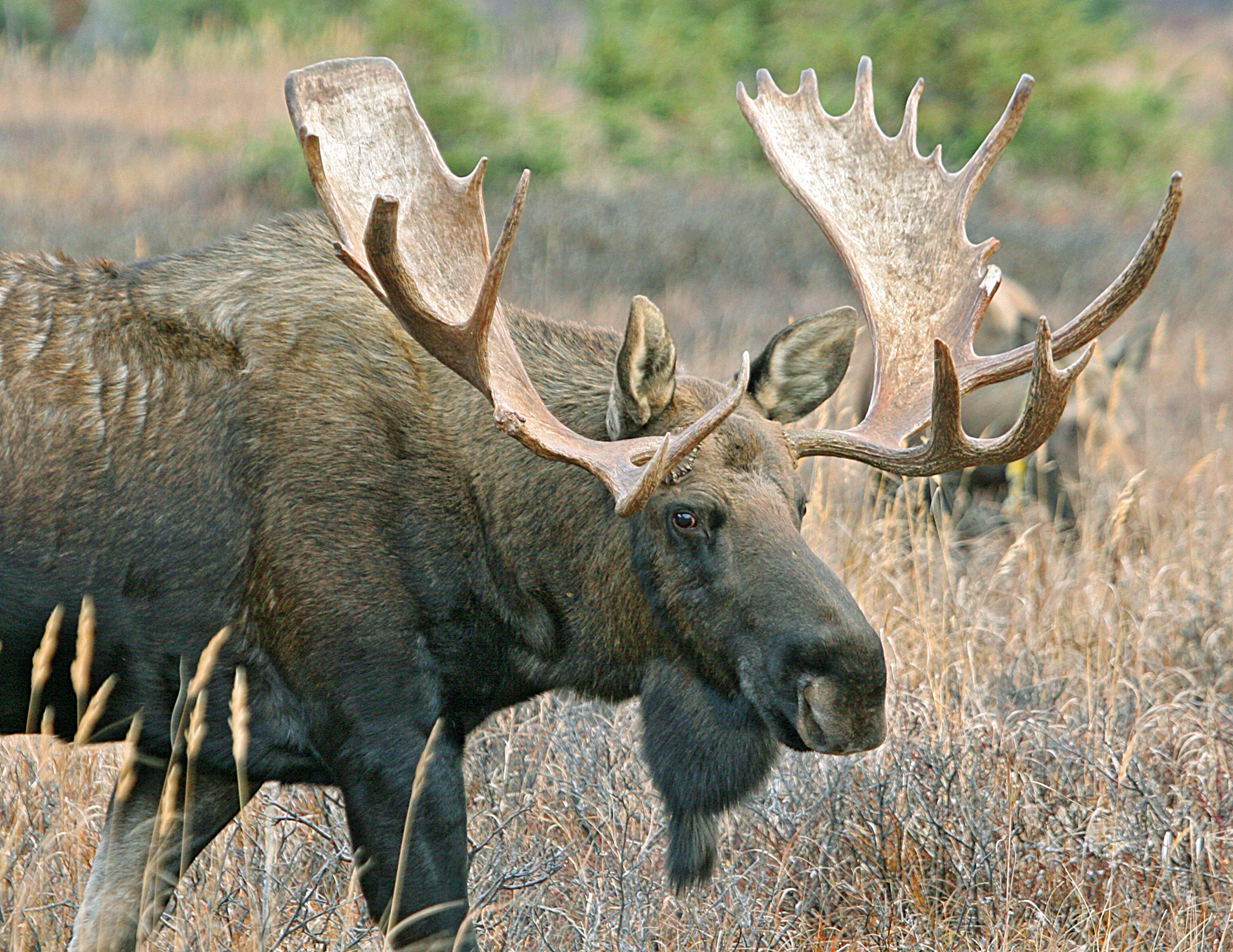
「いいね！」の数やリツートの数、署名の数は鹿の角のシグナリングに例えられる。基本的に鹿は雄だけが角を持ち、立派な角を持つ鹿は戦いに強く健康と見なされ、メスにアピールできる。ただし、角の大きさが、実際に強さや健康と相関があるわけではない。同様にネット上のリツイートの数などが現実の政治的な動員に繋がるとは限らない。

様々な人々やグループが、スラックティビズムの価値と有効性について疑念を表明している。特に、一部の懐疑論者は、すべての問題はソーシャルメディアを使ってシームレスに解決できるという根底にある仮定を内包しており、これはローカルな問題には正しいかもしれないが、スラックティビズムはグローバルな苦境を解決するためには効果がないことを証明する可能性があると主張している。2009年のナショナル・パブリック・ラジオのモロゾフの記事では、「新しいメディアへの依存度を高めることで得られる宣伝効果は、従来の活動家が被るであろう組織的損失に見合うものなのか」という問いかけがなされている。
スラックティビズムへの批判には、インターネット上での活動は効果がない、あるいは現実の生活の中での政治参加を妨げている・減少させているという考えがしばしば含まれている。しかし、スラックティビズムに関する研究の多くは、特定のケースやキャンペーンにのみ関連しているため、明確な目標に到達したスラックティビズムの行動の正確な割合を見つけることは困難である。さらに、多くの研究では、民主的な文脈やオープンな文脈での活動に焦点を当てているが、一方で、公に「いいね！」をしたり、リプライをしたり、アイコンやスローガンをプロフィール写真に採用したりする行為は、権威主義的な国や抑圧的な国では反抗的な行為となりうる。

マイカー・ホワイトは、スラックティビズムは運動や変化に参加するための最も簡単なルートであるが、オンライン・アクティヴィズムの目新しさは、参加してもほとんど効果がなかったことに気付き始めると薄れていき、あらゆる形態のアクティヴィズムに人々が希望を失ってしまうと主張している。マルコム・グラッドウェルは、2010年10月のザ・ニューヨーカー紙の記事の中で、ソーシャルメディアの「革命」を、現状維持に挑戦する実際のアクティビズムと比較する人々を非難した。彼は、今日のソーシャルメディアで行われるキャンペーンは、地上で行われているアクティビズムとは比較にならないと主張し、グリーンズボロの座り込みを例に、リスクの高いアクティビズムがどのようなものであるかを示している。グラッドウェルはさらにこう書いている。
歴史家のロバート・ダントン（英語版）が書いているように、「現在のコミュニケーション技術の驚異は、過去に対する誤った意識を生み出している。しかし、ここには、ソーシャルメディアへの並外れた熱狂の中に、別の何かが働いている。アメリカの歴史の中で最も驚くべき社会的激動のエピソードの一つから50年後、私たちはアクティビズムとは何かを忘れてしまっているように見える。
大学生を対象にした2011年の調査では、Facebook上でオンラインで政治に関わっている人と関わっていない人の間にわずかな正の相関関係があることがわかった。関与した人々は、コメントやその他のレベルの低い政治参加をしただけで、スラックティビズムの理論モデルを裏付ける結果となった。
ニュー・ステイツマンは、最もシェアされた10の請願の結果を分析し、そのすべてが失敗に終わったものとしてリストアップしている。
ブライアン・ダニングは、2014年のポッドキャスト『Slactivism: Raising Awareness』の中で、スラックティビズムに関連したインターネット上の活動は、良くても時間の無駄であり、最悪の場合は「活動で役に立つからという理由でお金を寄付するように説得されている机上の活動家から何百万ドルものお金を盗む」方法であると述べている。彼によれば、ほとんどのスラックティビズムキャンペーンは「間違った情報、間違った科学に基づいており、デマであることが多い」という。
彼は、スラックティビズムがいかに他人から搾取する方法として利用されるかの例として、人道に対する罪で国際刑事法廷から逮捕状が出ているジョセフ・コニーに関する映画コニー2012のキャンペーンを挙げている。その映画では、アフリカの法執行機関ではなく、映画製作者にお金を寄付するよう視聴者に求め、実際に映画が公開されてから4ヶ月後、映画を作った慈善団体「インビジブル・チルドレン」は、3190万ドルの総収入を報告した。そのため結局、そのお金はコニーを止めるために使われたのではなく、コニーを逮捕するための別の映画作成に使われた。ダニングは、法執行団体が何年にもわたってコニーを追いかけていたので、コニーに関する意識を高めることは何の役にも立たなかったとまで述べている。
ダニングは、今日では、スラックティヴィズムは一般的にはより穏やかなものになっていると述べている。彼はその例としてChange.orgを挙げている。このサイトは何十万もの署名でいっぱいの状態である。これらのオンライン請願に署名した人は、自分自身について良い気分になるかもしれないが、こうしたの請願は一般的には拘束力がなく、大きな変化をもたらすものではない。ダニングは、寄付をする前に、あるいは「いいね！」をする前に、問題と組織を調査して、誤った帰属、誇張、そして間違ったものがないことを確認するべきだであると提案している。
スラックティビズムに対するキャンペーンの例としては、国際的な広告会社であるPublicis Singaporeが救援組織であるCrisis Relief Singapore（CRS）のために作成した広告シリーズ「Liking Isn't Helping」がある。このキャンペーンでは、苦労している人や必要としている人の画像が、多くの人に囲まれて「Liking isn't helping」というキャプションとともに親指を立てているのが特徴である。このキャンペーンは成功を生み出す重要な要素が欠いていたが、視聴者に自分たちの活動習慣について立ち止まって考えさせ、スラックティビズムが本当に持っている効果に疑問を抱かせた。

## 擁護
ザ・ニューヨーカー紙（上記参照）に掲載されたグラッドウェルのスラックティビズムに関する批判に対して、ジャーナリストのレオ・ミラニは、もしアクティヴィズムが座り込みや直接行動、街頭での対決だけであると定義されるならば、彼は正しいかもしれないと主張している。しかし、もしアクティビズムが人々の意識を喚起し、人々の心を変え、世界中の意見に影響を与えることだとすれば、革命は確かに「ツイート」され、「ハッシュタグ」が作られ、「YouTube」に投稿されるといったことが起きるだろうとしている。2012年3月のフィナンシャル・タイムズ紙の記事では、神の抵抗軍に関連した進行中の暴力に対処するための努力に言及し、コニー2012のビデオの背後にいるスラックティビストたちは「彼らの30分のビデオで、26年前に紛争が始まって以来、外交官やNGOの労働者、ジャーナリストの大隊よりも多くのことを達成した」と記している。
蔑称的な意味合いの言葉であるにもかかわらず、2011年にジョージタウン大学が実施した相関関係のある研究「The Dynamics of Cause Engagement」では、いわゆるスラックティビストは実際に「意味のある行動をとる可能性が高い」と判断されていまる。特に、「スラックティビストはスラックティビズムに従事していない人々よりも2倍以上多くの活動に参加し、彼らの行動は他の人に影響を与えるために高い可能性を持っているとされている」。明確な目的の達成においてスラックティビズムの利点は環境に負荷をかけず、組織的に安全な、低コストの、有効な手段を作成することを含んでいる。これらの「ソーシャル・チャンピオン」は、ソーシャルメディアの関与を応答性と直結させ、透明な対話を経済的、社会的、政治的行動に活用する能力を持っている。この考え方に沿って、スマートフォンの倫理と私たちの使用方法についての記事を発表したサロンのスタッフライターであるアンドリュー・レナードは、次のような考え方を持っている。スマートフォンの製造過程では違法な労働などがあり倫理的人権基準に反するものではあるものの、スマートフォンが提供する技術は、製造の問題状況を変える手段として活用できるとし、スマートフォンの利用を推奨している。世界規模で迅速にコミュニケーションができることで、企業が雇用する労働者に与える条件や、製造業の普及がグローバリゼーションにもたらす結果など、知識の拡散が可能になる。レナードは、電話やタブレットは、知識を広めたり、寄付をしたり、重要な問題につい てより効果的に意見を述べたりすることができるので、スラックティヴィズムによって変化をもたらすのに有効なツールになりうると主張している。
他の人たちは、スラックティビズムの可能性についてやや楽観的な見通しを持ちつつも、このデジタル形式の抗議行動に伴う落とし穴を認めている。ノースカロライナ大学の助教授であり、バークマン・センター・フォー・インターネット＆ソサエティのファカルティ・アソシエイトであるゼイナップ・トゥフェックチーは、バークマン・ランチョン・シリーズの一部で、様々な異なる社会運動における集団行動に影響を与えるスラックティビズムの能力を分析している。彼女は、デジタル・アクティビズムは上昇する社会的・政治的運動の大きな支え手であり、抗議のための差別的な能力構築を可能にする効果的な手段であることを認めている。2015年の研究では、ソーシャルネットワークの周辺ノードを介して情報が伝播することで、スラックティビズムが社会的抗議の迅速な成長にどのように貢献するかについて述べている。著者らは、スラックティビストはコミットしたマイノリティに比べて活動的ではないが、彼らの力はその数にあると指摘している。「抗議メッセージの拡散に対する彼らの総計的な貢献度は、中核的な参加者のそれに匹敵する大きさである」。
しかし、トゥフェックチーは、抗議を結集する能力の向上は、実際にインパクトを与える能力の弱体化を伴っていると主張している。
スラックティビズムの批判の西洋中心的な性質は、権威主義や抑圧的な文脈においてそれが持つことができる影響を無視している。ジャーナリストのコートニー・C・ラッシュは、アラブの春の前とその渦中においては、このような低レベルの関与でさえも、アラブの若者にとっては重要なアクティビズムの一形態であったと論じている。「国際的なニュースのアジェンダを形成するのに役立つソーシャルメディアの力は、国家の権威と権力を覆す方法の一つである」。さらに、研究では、「インターネット活動が実生活の活動に取って代わるという懸念は根拠がない」としており、政治参加にマイナスまたはプラスの影響を与えないとしている。

## 種類

### クリックティビスム
現代のアクティビズムをテーマにした映画を書きたかったんです。多くの人が気遣いや助けを求めていますが、一般的には自分たちの生活に迷惑をかけたくないと思っているように感じます。多くの人がソーシャルメディアで反応しているのを見ました……「これは間違ってる、これは間違ってる、これは間違ってる」といった感じで、ツイートやリツイートをしているだけで実際には何もしていません—イーライ・ロス, 彼の映画を宣伝しながら グリーン・インフェルノ
「クリックティビズム（clicktivism）」という用語は、ソーシャルメディアを使って抗議活動を組織する活動家を表現するために使われることがある。これにより、組織は署名やその他の行動の呼びかけに何人が「クリック」したかを追跡することで、その成功を定量化することができるようになる。例えば、イギリスのグループUK Uncutは、ツイッターや他のウェブサイトを利用して、租税回避で告発された企業に対する抗議活動や直接行動を組織している。これは、抗議の存在を伝える古い方法（電話、口コミ、リーフレットなど）に取って代わるだけで、実際に実生活での物理的な抗議を行うという点で、スラックティビズムとは異なる。一方、クリックティビズムはまた、オンライン署名に署名したり、政治家や企業のCEOにフォームレターの電子メールを署名して送信するようなインターネットベースのスラックティビズムの形態を説明するために使用されることがある。
クリックティビズムの背後にある考えは、ソーシャルメディアというものは、組織をサポートしたり原因を追求するものを表示するための迅速かつ簡単な方法を可能にするということである。組織の主な焦点は、メンバーや視聴者からの質問を少なくすることで、参加率を高めることになっている。
クリックティビズムはまた、どれだけの「いいね」を受け取るかによってキャンペーンの成功を実証することができる。クリックティビズムは、実際の参加に重点を置くことなく、サポート、存在感、アウトリーチを数値化しようとしている。Facebookで写真を「いいね！」したり、署名をクリックしたりする行為は、それ自体が象徴的なものであり、それは個人が状況を認識していることを示し、特定の主題についてその人達が持っている意見や考えを仲間に示すからである。
クリックティビズムの批評家は、この新しい現象は、メッセージをテストし、クリックスルー率を記録し、しばしばA/Bテストを行う広告キャンペーンに似ていると述べている。これらの指標を改善するために、メッセージを減らして「問いかけを簡単にし、行動をシンプルにする」ようにしている。その結果、ソーシャルアクションは、エンゲージメントされた人ではなく、メールアドレスの羅列になってしまうことになってしまう。

### チャリティ
チャリティ・スラックティヴィズムとは、理念を支援するために個人の努力をほとんど必要としない行動と表現することができる。オンラインでのチャリティ・スラックティビズムの例としては、理念を支援するためにFacebookのステータスを投稿すること、Facebookでチャリティ団体の理念に「いいね！」をすること、Twitterでチャリティ団体の支援要請をツイートまたはリツイートすること、インターネット署名に署名すること、理念についてのYouTube動画を投稿して共有することなどが挙げられる。これは、困っている人を助けるために写真に「いいね！」をしているのではなく、自分自身のことを良くしたい、目の前に描かれている人やシーンに何かプラスになることをしたような気分になりたいと思っているのではないかとも考えられている。この現象は、恵まれない人を助けるために旅行に行ったり、写真に写っている人を「助ける」ためにFacebook上でたくさんの投稿に「いいね！」をしたりと、個人の間で人気が出てきている。例としては、2012年3月にソーシャルメディア上で一時的に爆発したコニー2012キャンペーンが挙げられる。
オフラインでのチャリティ・スラックティヴィズムの例としては、Livestrongのリストバンドのような啓発用のリストバンドや、バンパーステッカーや携帯電話での寄付などが挙げられる。
スラックティビズムという言葉は、2010年のハイチ地震に対する世界の反応を表す言葉としてよく使われる。赤十字は、テキストメッセージによる寄付で2日間で500万ドルを集めた。ソーシャルメディアは地震についての言葉を広めるために使われ、地震の翌日にCNNは、Twitterのトップトピックのうち4つがハイチ地震に関連していると報じた。

### 製品購入の副産物としてのチャリティ

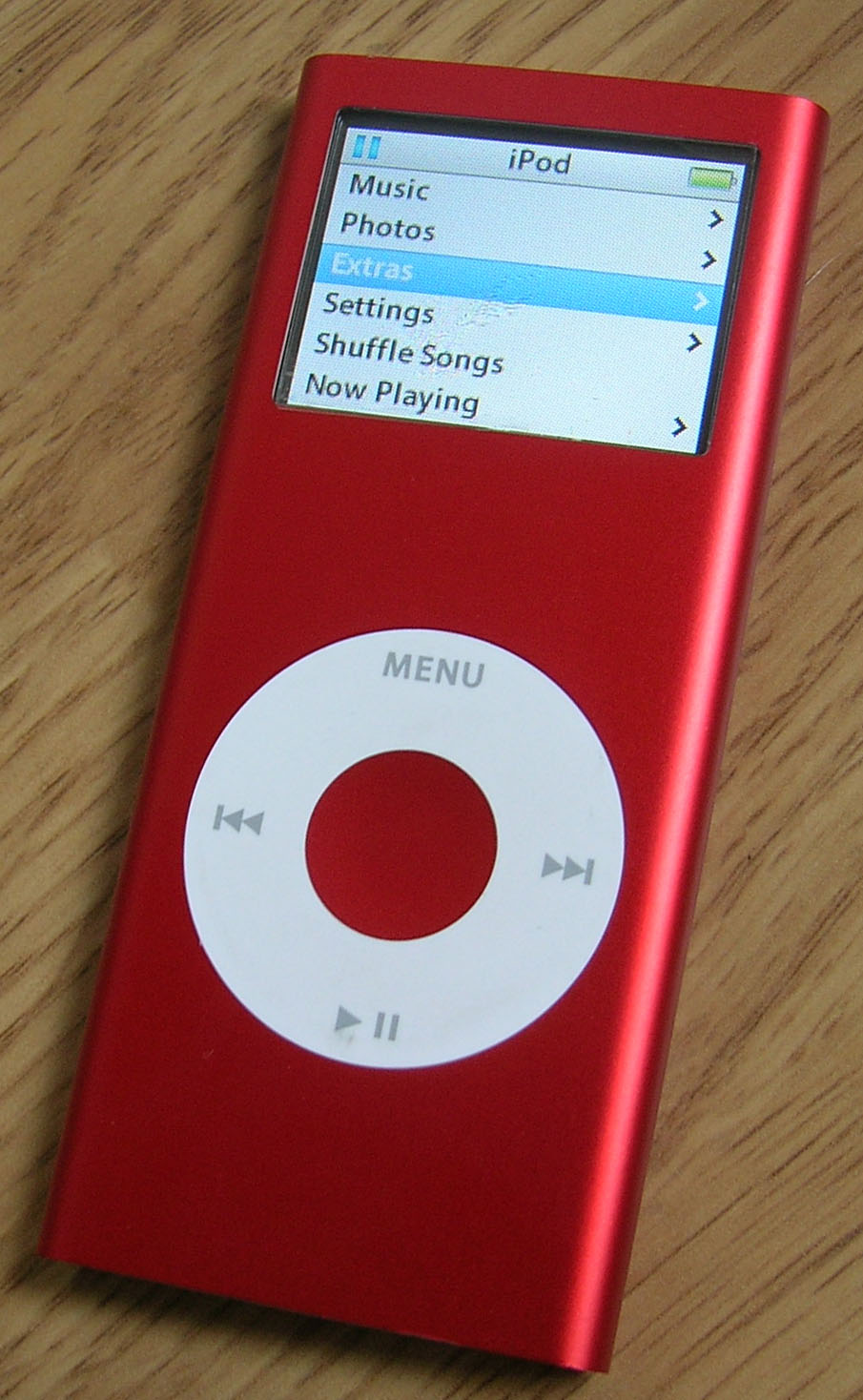
赤いiPod nanoは、製品購入を通じて慈善団体を支援する例の一つである。

これは、特定の輪回のための支援を強調する製品を購入する行為であり、その製品のコストの何％かが理念に寄付されることを宣伝している。また、寄付された資金が一つの財団内の様々な団体に分散している場合もあり、理論的には大義名分に値するいくつかの分野を支援することになる。このことに対する批判は、寄付の広がりが薄いことを強調する傾向がある。この例としては、消費者が赤い製品を購入すると、その収益の一部がエイズとの戦いのために使われるプロダクトレッドキャンペーンがある。
また、スラックティビストは、慈善活動に寄付をしてきた歴史のある企業の製品を、副次的に支援する方法として購入することもある。例えば、創業者が国家の子供たちに投資したり、社会や環境への配慮を推進していたため、スラックティビストはベン&ジェリーズのアイスクリームを購入することがある。

### 政治
ある種の形態のスラックティビズムは、大統領選挙運動の支持を得たり、政府の行動に影響を与えることを目的としたインターネット署名に署名したりするなど、政治的な目的を持っている。
オンライン署名ウェブサイト「Change.org」は、2011年4月に中国のハッカーに攻撃され、ダウンさせられたと述べている。Change.orgは、ハッカーが「ウェブサイトを閉鎖する必要性を感じた」という事実は、Change.orgが急速に成長している成功の証であり、ある特定の署名の正当性を証明していると見なければならないと主張している。Change.orgでは「A Call for the Release of Ai Weiwei」というページがあり、2011年4月に中国当局に逮捕されていた著名な人権活動家である艾未未は、2011年6月22日に北京から釈放され、Change.orgのオンラインキャンペーンと艾未未の釈放を求める署名の勝利とみなされた。

### 同情
同情的なスラックティビズムは、Facebookなどのソーシャルメディアネットワークで見かけることができ、ユーザーがページに「いいね！」をして理念を支援したり、必要としている人に支援を示すことがされている。また、このタイプのスラックティビズムでよく見られるのは、ユーザーが自分のプロフィール写真を、そのトピックを気にかけていることをユーザーの仲間に示すものに変えることである。これは、自分の同情を示すためにバッジを身に着けていることのネット上の対応と考えることができるが、そのようなバッジを取得するには、多くの場合、プロフィール写真を変更することはないものの、理念に対していくつかの金銭的な寄付を必要とする。
同情的なスラックティビズムでは、幼い子供や動物、一見必要としているように見える人々の画像は、多くの場合、キャンペーンによって人々の記憶の中で長く共鳴させられ、視聴者に信頼性の感覚を与えるために使用されている。キャンペーンで子供を使用すると、多くの場合、人が広告にさらされたときに、ほとんどの大人は、支援を必要としている子供を無視することはできないだろうという事実に起因しており、より多くの聴衆に到達するための最も効果的な方法である。
同情的なスラックティヴィズムの例としては、スウェーデンの新聞社Aftonbladetのキャンペーン「Vi Gillar Olika」（私達は違いが好き）がある。このキャンペーンは、2010年にスウェーデンで話題になった外国人恐怖症や人種差別に対抗して行われた。キャンペーンのメインアイコンは「Vi Gillar Olika」と書かれたオープンハンドで、これは1985年にフランスのSOS Racismeのキャンペーン「Touche pas à mon Pote」から採用されたものである。
また、2011年に77人が犠牲になったノルウェー連続テロ事件の後、Facebookユーザーがノルウェーの国旗を写真に追加したのもその一例である。このキャンペーンはスウェーデンの穏健党から注目を集め、支持者にプロフィール写真の更新を促すことになった。

## 事例

### コニー 2012
コニー2012は、アフリカの多くの子どもたちが、神の抵抗軍（LRA）のリーダーであるジョゼフ・コニーの手によって危険な状況に置かれていることを28分間のビデオで表現した、インビジブル・チルドレンが制作したキャンペーンのことである。LRAは合計6万人近くの子どもたちを拉致し、少年たちを洗脳して戦うように仕向け、少女たちを性奴隷にしていると言われている。
このキャンペーンは、オンライン動画が戦犯ジョゼフ・コニーをどれほど多くの視聴者に知らしめるのかという実験として行われた。この動画は、史上最も急成長したバイラル動画となり、6日間で1億回の再生回数に達した。このキャンペーンは、一般の人々だけでなく、国際的な指導者たちにも呼びかけ、前例のないほどの認知度が高まった。
このキャンペーンへの反応と参加は、多くの視聴者が反応したことで、慈善活動におけるスラックティビズムを示している。キャンペーンの成功は、寄付金を受け取ったというよりも、ビデオを見た人の多さに起因しており、ビデオを見た後、多くの視聴者は行動を起こさなければならないと感じたものの、多くの人の行動はビデオを共有し支援を約束するというものであった。
アルジャジーラのサラ・ケンジオールは次のように説明する。
このビデオは、複雑な外国の紛争に気づかない視聴者が、ビデオを見たり、ブレスレットを買ったり、ポスターを貼ったりすることで英雄的な存在になるという、スラックティビストの気風を体現しているように見えた。一方で、インビジブル・チルドレンのキャンペーンの擁護者たちは、コニーを捕まえたいという願いは誠実なものであり、この映画に対する感情的な反応は本物であり、ジョゼフ・コニーの逮捕を求める支援者の数が非常に多いことは、人権擁護活動における意味のある変化を構成していると抗議した。

### ナイジェリア生徒拉致事件
ボコ・ハラムによる数百人の女子生徒の誘拐事件が発生してから数週間、Twitter上ではハッシュタグ「#BringBackOurGirls」が世界的なトレンドとなり、事件が拡散していく中、5月11日までに230万件のツイートが集まった。その中には、アメリカのファーストレディであるミシェル・オバマが、このハッシュタグを表示したサインを持って自身の公式Twitterアカウントに投稿したツイートもあり、誘拐事件への認識を広める一助となっていた。ここで、BringBackOurGirlsキャンペーンとコニー2012のキャンペーンとの比較が行われている。このキャンペーンは、一部の批評家から「スラックティビズム」というレッテルを貼られ、特に数週間と数ヶ月が経過しても、誘拐された少女たちの回復に進展が見られなかったことから、そのようなレッテルを貼られつづけていた。

誘拐された少女の一人の叔父であるムケキ・ムタは次のように述べている
「行動は言葉よりも大きな声で語る」ということわざがあります。世界中の指導者が出てきて、少女たちを取り戻すために協力すると言ったが、今は何も聞こえてこない。私が提起したいのは、なぜなのかということです。何もしないと分かっていたら、その約束すらしなかったはずです。世界に伝えるために出てくるだけで、私はそれを政治的なゲームと見ています。

### 猫虐待画像
2014年、Twitter上に「動物実験にNOと言ったらリツイートしてください」というキャプションとともに、「たくさんの猫が恐ろしいラックに縛り付けられた実験室」の写真が投稿された。5,000人以上の人がこのメッセージを拡散したが、この写真が 「デマ投稿者によって意図的に誤植されていた」ことに誰も気づかないままになっていた。このデマ投稿者は、ニュースサイト「ゲインズビル・サン」から写真を利用し、写真に写っている猫たちは、実際には虐待的なため込み屋から救出されていたもので、フロリダ大学の獣医学科の学生たちはその動物たちを去勢して養子縁組の準備をしていた。

## 関連文献
- Feder, Barnaby (May 29, 2002). "They Weren't Careful What They Hoped For". The New York Times.
- Phan, Monty (February 27, 2001). "On the Net, 'Slacktivisim'/Do-Gooders Flood In-Boxes". Newsday. p. A.08.
- Observer Magazine: Armchair Warrior
- Foreign Policy magazine: "The brave new world of slacktivism"
- Babylon Bee（英語版） satire, Modern-Day Good Samaritan Changes Profile Picture To Help Homeless
- Peña-López, I. (2013). "Casual Politics: From slacktivism to emergent movements and pattern recognition"
- ゼイナップ トゥフェックチー『ツイッターと催涙ガス ネット時代の政治運動における強さと脆さ』Pヴァイン、2018年10月17日。ISBN 978-4909483102。
- 高田明典『ネットが社会を破壊する ──悪意や格差の増幅、』リーダーズノート、2013年5月10日。ISBN 978-4903722481。